# Mary Moreland
Mary Moreland é um filme mudo do gênero drama produzido nos Estados Unidos e lançado em 1917. É atualmente considerado filme perdido.